# Mikkel Damsgaard
Mikkel Krogh Damsgaard (Jyllinge, 3 luglio 2000) è un calciatore danese, centrocampista o attaccante del Brentford e della nazionale danese.

## Caratteristiche tecniche
Giocatore offensivo e veloce, può ricoprire più ruoli e giocare sia da ala che da esterno di centrocampo, come trequartista e anche seconda punta. Dotato di un eccellente controllo di palla (in particolare nel primo tocco), è abile nel liberarsi dalla marcatura avversaria. Dispone inoltre di forte personalità, fiuto del gol e capacità di fornire assist ai compagni.
In patria Damsgaard viene paragonato a Michael Laudrup.

## Carriera

### Club

#### Nordsjælland
Cresciuto nel Nordsjælland, ha esordito tra i professionisti il 27 settembre 2017, a soli 17 anni, nella partita di Coppa di Danimarca vinta per 0-4 contro il Vejgaard, fornendo anche un assist. Il 4 marzo 2018 ha segnato la prima rete in carriera, in occasione della vittoria esterna contro i Randers. Il 10 luglio seguente firma un quadriennale con la squadra di Farum, venendo definitivamente inserito nella rosa della prima squadra.

#### Sampdoria
Il 6 febbraio 2020 la Sampdoria ufficializza di aver sottoscritto un contratto con il calciatore con decorrenza dal 1º luglio 2020 e con durata fino al 2024, con la possibilità, dunque, per il giovane di continuare il processo di maturazione in Superligaen fino a fine stagione; il costo del cartellino ammonta a 6,4 milioni di euro. Effettua il suo esordio con la maglia blucerchiata nella prima giornata contro la Juventus. Alla quarta giornata di andata, durante la gara interna vinta per 3-0 contro la Lazio mette a segno il primo gol in Serie A.
Dopo una prima stagione più che positiva, nella seconda, dopo aver giocato le prime partite di campionato, rimedia un infortunio al ginocchio sinistro in Nazionale che gli causa un’infezione; questo lo porta ad essere sottoposto, il 4 novembre 2021, ad un intervento in artroscopia di lavaggio articolare dell’altro ginocchio. Torna in campo il 16 aprile 2022, dopo più di 6 mesi di assenza.

#### Brentford
Il 10 agosto 2022 viene ceduto per 14 milioni più 6 di bonus al Brentford con cui firma un contratto di cinque anni. Dopo le prime due stagioni dove fatica ad imporsi, il 9 novembre 2024 trova il suo primo goal nella vittoria contro il Bournemouth per 3-2.

### Nazionale
Dopo avere militato nelle selezioni giovanili danesi, il 3 novembre 2020 riceve la sua prima convocazione in nazionale maggiore. Debutta nove giorni dopo alla prima occasione utile nell'amichevole vinta 2-0 contro la Svezia, mentre il 28 marzo 2021 segna la sua prima rete in Nazionale, quindi la sua prima doppietta, nella partita casalinga vinta 8-0 contro la Moldavia valida per le qualificazioni ai Mondiali di calcio 2022.
Due mesi dopo viene convocato per l'europeo, in cui va a segno nel successo per 4-1 contro la Russia che consente ai danesi di qualificarsi agli ottavi; al contempo diviene il primo giocatore della Sampdoria a fare gol in un europeo 25 anni dopo Enrico Chiesa, oltre che il primo giocatore nato nel XXI secolo a fare gol nella seguente competizione. Va a segno anche in semifinale realizzando su punizione il gol del provvisorio 0-1 dei danesi, poi sconfitti per 2-1 dall'Inghilterra ai supplementari. Con questa rete diventa il più giovane marcatore nella storia della selezione danese durante la fase a eliminazione diretta degli europei.

## Statistiche

### Presenze e reti nei club
Statistiche aggiornate al 28 maggio 2023.
| Stagione            | Squadra             | Campionato          | Campionato | Campionato | Coppe nazionali | Coppe nazionali | Coppe nazionali | Coppe continentali | Coppe continentali | Coppe continentali | Altre coppe | Altre coppe | Altre coppe | Totale | Totale | Totale |
| Stagione            | Squadra             | Comp                | Pres       | Reti       | Comp            | Pres            | Reti            | Comp               | Pres               | Reti               | Comp        | Pres        | Reti        | Pres   | Reti   |        |
| ------------------- | ------------------- | ------------------- | ---------- | ---------- | --------------- | --------------- | --------------- | ------------------ | ------------------ | ------------------ | ----------- | ----------- | ----------- | ------ | ------ | ------ |
| 2017-2018           | Nordsjælland        | SL                  | 8+9        | 1          | CD              | 1               | 0               | -                  | -                  | -                  | -           | -           | -           | 18     | 1      |        |
| 2018-2019           | Nordsjælland        | SL                  | 23+9       | 0+1        | CD              | 1               | 0               | UEL                | 6                  | 0                  | -           | -           | -           | 39     | 1      |        |
| 2019-2020           | Nordsjælland        | SL                  | 25         | 9          | CD              | 1               | 0               | -                  | -                  | -                  | -           | -           | -           | 26     | 9      |        |
| Totale Nordsjælland | Totale Nordsjælland | Totale Nordsjælland | 56+18      | 10+1       |                 | 3               | 0               |                    | 6                  | 0                  |             | -           | -           | 83     | 11     |        |
| 2020-2021           | Sampdoria           | A                   | 35         | 2          | CI              | 2               | 0               | -                  | -                  | -                  | -           | -           | -           | 37     | 2      |        |
| 2021-2022           | Sampdoria           | A                   | 11         | 0          | CI              | 1               | 0               | -                  | -                  | -                  | -           | -           | -           | 12     | 0      |        |
| Totale Sampdoria    | Totale Sampdoria    | Totale Sampdoria    | 46         | 2          |                 | 3               | 0               |                    | 0                  | 0                  |             | -           | -           | 49     | 2      |        |
| 2022-2023           | Brentford           | PL                  | 26         | 0          | FACup+CdL       | 1+2             | 0               | -                  | -                  | -                  | -           | -           | -           | 29     | 0      |        |
| 2023-2024           | Brentford           | PL                  | 23         | 0          | FACup+CdL       | 2+0             | 0               | -                  | -                  | -                  | -           | -           | -           | 15     | 0      |        |
| 2024-2025           | Brentford           | PL                  | 38         | 2          | FACup+CdL       | 1+4             | 1               |                    |                    |                    |             |             |             | 43     | 3      |        |
| Totale carriera     | Totale carriera     | Totale carriera     | 207        | 15         |                 | 11              | 0               |                    | 6                  | 0                  |             | -           | -           | 224    | 15     |        |

### Cronologia presenze e reti in nazionale
| Cronologia completa delle presenze e delle reti in nazionale ― Danimarca | Cronologia completa delle presenze e delle reti in nazionale ― Danimarca | Cronologia completa delle presenze e delle reti in nazionale ― Danimarca | Cronologia completa delle presenze e delle reti in nazionale ― Danimarca | Cronologia completa delle presenze e delle reti in nazionale ― Danimarca | Cronologia completa delle presenze e delle reti in nazionale ― Danimarca | Cronologia completa delle presenze e delle reti in nazionale ― Danimarca | Cronologia completa delle presenze e delle reti in nazionale ― Danimarca |
| Data                                                                     | Città                                                                    | In casa                                                                  | Risultato                                                                | Ospiti                                                                   | Competizione                                                             | Reti                                                                     | Note                                                                     |
| ------------------------------------------------------------------------ | ------------------------------------------------------------------------ | ------------------------------------------------------------------------ | ------------------------------------------------------------------------ | ------------------------------------------------------------------------ | ------------------------------------------------------------------------ | ------------------------------------------------------------------------ | ------------------------------------------------------------------------ |
| 11-11-2020                                                               | Brøndby                                                                  | Danimarca                                                                | 2 – 0                                                                    | Svezia                                                                   | Amichevole                                                               | -                                                                        |                                                                          |
| 28-3-2021                                                                | Herning                                                                  | Danimarca                                                                | 8 – 0                                                                    | Moldavia                                                                 | Qual. Mondiali 2022                                                      | 2                                                                        |                                                                          |
| 2-6-2021                                                                 | Innsbruck                                                                | Germania                                                                 | 1 – 1                                                                    | Danimarca                                                                | Amichevole                                                               | -                                                                        | 80’                                                                      |
| 17-6-2021                                                                | Copenaghen                                                               | Danimarca                                                                | 1 – 2                                                                    | Belgio                                                                   | Euro 2020 - 1º turno                                                     | -                                                                        | 69’ 72’                                                                  |
| 21-6-2021                                                                | Copenaghen                                                               | Russia                                                                   | 1 – 4                                                                    | Danimarca                                                                | Euro 2020 - 1º turno                                                     | 1                                                                        | 72’                                                                      |
| 26-6-2021                                                                | Amsterdam                                                                | Galles                                                                   | 0 – 4                                                                    | Danimarca                                                                | Euro 2020 - Ottavi di finale                                             | -                                                                        | 60’                                                                      |
| 3-7-2021                                                                 | Baku                                                                     | Rep. Ceca                                                                | 1 – 2                                                                    | Danimarca                                                                | Euro 2020 - Quarti di finale                                             | -                                                                        | 60’                                                                      |
| 7-7-2021                                                                 | Londra                                                                   | Inghilterra                                                              | 2 – 1 dts                                                                | Danimarca                                                                | Euro 2020 - Semifinale                                                   | 1                                                                        | 67’                                                                      |
| 1-9-2021                                                                 | Copenaghen                                                               | Danimarca                                                                | 2 – 0                                                                    | Scozia                                                                   | Qual. Mondiali 2022                                                      | -                                                                        | 90+4’                                                                    |
| 4-9-2021                                                                 | Tórshavn                                                                 | Fær Øer                                                                  | 0 – 1                                                                    | Danimarca                                                                | Qual. Mondiali 2022                                                      | -                                                                        | 53’                                                                      |
| 7-9-2021                                                                 | Copenaghen                                                               | Danimarca                                                                | 5 – 0                                                                    | Israele                                                                  | Qual. Mondiali 2022                                                      | -                                                                        | 83’                                                                      |
| 9-10-2021                                                                | Chișinău                                                                 | Moldavia                                                                 | 0 – 4                                                                    | Danimarca                                                                | Qual. Mondiali 2022                                                      | -                                                                        |                                                                          |
| 12-10-2021                                                               | Copenaghen                                                               | Danimarca                                                                | 1 – 0                                                                    | Austria                                                                  | Qual. Mondiali 2022                                                      | -                                                                        | 44’                                                                      |
| 3-6-2022                                                                 | Saint-Denis                                                              | Francia                                                                  | 1 – 2                                                                    | Danimarca                                                                | UEFA Nations League 2022-2023 - 1º turno                                 | -                                                                        | 60’                                                                      |
| 6-6-2022                                                                 | Vienna                                                                   | Austria                                                                  | 1 – 2                                                                    | Danimarca                                                                | UEFA Nations League 2022-2023 - 1º turno                                 | -                                                                        | 51’                                                                      |
| 10-6-2022                                                                | Copenaghen                                                               | Danimarca                                                                | 0 – 1                                                                    | Croazia                                                                  | UEFA Nations League 2022-2023 - 1º turno                                 | -                                                                        | 62’                                                                      |
| 22-9-2022                                                                | Zagabria                                                                 | Croazia                                                                  | 2 – 1                                                                    | Danimarca                                                                | UEFA Nations League 2022-2023 - 1º turno                                 | -                                                                        | 59’                                                                      |
| 25-9-2022                                                                | Copenaghen                                                               | Danimarca                                                                | 2 – 0                                                                    | Francia                                                                  | UEFA Nations League 2022-2023 - 1º turno                                 | -                                                                        | 59’                                                                      |
| 22-11-2022                                                               | Al Rayyan                                                                | Danimarca                                                                | 0 – 0                                                                    | Tunisia                                                                  | Mondiali 2022 - 1º turno                                                 | -                                                                        | 45+1’                                                                    |
| 26-11-2022                                                               | Doha                                                                     | Francia                                                                  | 2 – 1                                                                    | Danimarca                                                                | Mondiali 2022 - 1º turno                                                 | -                                                                        | 73’                                                                      |
| 30-11-2022                                                               | Al Wakrah                                                                | Australia                                                                | 1 – 0                                                                    | Danimarca                                                                | Mondiali 2022 - 1º turno                                                 | -                                                                        | 59’                                                                      |
| 23-3-2023                                                                | Copenaghen                                                               | Danimarca                                                                | 3 – 1                                                                    | Finlandia                                                                | Qual. Euro 2024                                                          | -                                                                        | 65’                                                                      |
| 26-3-2023                                                                | Astana                                                                   | Kazakistan                                                               | 3 – 2                                                                    | Danimarca                                                                | Qual. Euro 2024                                                          | -                                                                        | 65’                                                                      |
| 16-6-2023                                                                | Copenaghen                                                               | Danimarca                                                                | 1 – 0                                                                    | Irlanda del Nord                                                         | Qual. Euro 2024                                                          | -                                                                        | 73’                                                                      |
| 19-6-2023                                                                | Lubiana                                                                  | Slovenia                                                                 | 1 – 1                                                                    | Danimarca                                                                | Qual. Euro 2024                                                          | -                                                                        | 59’                                                                      |
| 26-3-2024                                                                | Brøndbyvester                                                            | Danimarca                                                                | 2 – 0                                                                    | Fær Øer                                                                  | Amichevole                                                               | -                                                                        | 59’                                                                      |
| 8-6-2024                                                                 | Brøndbyvester                                                            | Danimarca                                                                | 3 – 1                                                                    | Norvegia                                                                 | Amichevole                                                               | -                                                                        | 84’                                                                      |
| 20-6-2024                                                                | Francoforte sul Meno                                                     | Danimarca                                                                | 1 – 1                                                                    | Inghilterra                                                              | Euro 2024 - 1º turno                                                     | -                                                                        | 57’                                                                      |
| 5-9-2024                                                                 | Copenaghen                                                               | Danimarca                                                                | 2 – 0                                                                    | Svizzera                                                                 | UEFA Nations League 2024-2025 - 1º turno                                 | -                                                                        | 62’                                                                      |
| 15-11-2024                                                               | Copenaghen                                                               | Danimarca                                                                | 1 – 2                                                                    | Spagna                                                                   | UEFA Nations League 2024-2025 - 1º turno                                 | -                                                                        | 61’                                                                      |
| 18-11-2024                                                               | Leskovac                                                                 | Serbia                                                                   | 0 – 0                                                                    | Danimarca                                                                | UEFA Nations League 2024-2025 - 1º turno                                 | -                                                                        | 70’                                                                      |
| 7-6-2025                                                                 | Copenaghen                                                               | Danimarca                                                                | 2 – 1                                                                    | Irlanda del Nord                                                         | Amichevole                                                               | -                                                                        | 65’                                                                      |
| Totale                                                                   |                                                                          | Presenze                                                                 | 32                                                                       |                                                                          | Reti                                                                     | 4                                                                        |                                                                          |